# Antoine-Nicolas Gayant
Antoine-Nicolas Gayant, né le 6 décembre 1756 et décédé le 30 décembre 1824 à Paris 3ème arrondissement. C'est un ingénieur des ponts et chaussées français, qui s’est principalement illustré dans le domaine maritime et les voies navigables.

## Biographie
Antoine-Nicolas Gayant entra en 1777 à l’école des ponts et chaussées, et fut nommé en 1781 ingénieur ordinaire dans la province de Dauphiné, où il eut à faire de grandes études de routes en montagne. 
Il fut en 1784 appelé en Normandie, et, sur la désignation de Jean-Rodolphe Perronet, compris au nombre des ingénieurs qui devaient, sous les ordres de Louis-Alexandre de Cessart, prendre part aux travaux de la digue de Cherbourg. 
En 1795, il est nommé ingénieur en chef des Landes mais le ministre de la marine s'oppose à son départ de Cherbourg où sa présence paraissait nécessaire. Il présente en 1799 un rapport sur la navigation de l'Orne entre Caen et la mer, et, après un court séjour au Havre, il n’a pas cessé de prendre une part importante aux travaux de Cherbourg jusqu'en 1802.
En 1802 il est chargé de la direction du canal de Saint-Quentin, et tout le reste de sa vie est consacré à cette grande ligne de navigation dont le tracé venait d'être définitivement fixé.
Inspecteur divisionnaire en 1808 et chargé de l’inspection de Caen, inspecteur de l'École des ponts et chaussées de 1810 à 1815, chargé en 1816 de l'inspection de Lille, et plus tard de l’inspection de Paris, enfin nommé inspecteur général en 1822, il a conservé dans toutes ces situations la direction du canal de Saint-Quentin, ayant à certaines époques sous les ordres deux ingénieurs en chef et huit ingénieurs ordinaires. 
En 1814 et 1816, il avait fait partie des deux grandes commissions chargées d'étudier la police du roulage et de rendre compte de la situation du canal de l'Ourcq. 
Antoine-Nicolas Gayant est mort le 30 décembre 1824 à Paris 3ème arrondissement et Brisson qui avait servi sous ses ordres à Saint-Quentin, a prononcé sur sa tombe une allocution émue dans laquelle il a rendu hommage aux éminentes qualités de son ancien chef. 
« Recherche constante de l'économie dans la conception et l’exécution des travaux, étude attentive de tous les détails, jugement sûr, passion éclairée du bien public » tels sont les traits principaux du portrait tracé par Barnabé Brisson.
En récompense des services éclatants rendus par lui dans la direction de tous ces grands travaux, Antoine-Nicolas Gayant avait reçu sous l’Empire une pension extraordinaire dont il a joui jusqu’à sa mort. 
Il a laissé un fils, Paul Gayant, qui a présidé le Conseil général des ponts et chaussées de 1856 à 1870.

## Construction du Canal de Saint-Quentin
Le projet du canal de Saint-Quentin, approuvé en 1802 par le premier consul, comprenait le percement de deux souterrains dont le plus grand devait avoir plus de 5 600 mètres de longueur. Une telle œuvre présentait à cette époque des difficultés exceptionnelles, en l’absence des enseignements de l’expérience et des engins mécaniques qui, depuis le commencement du siècle, sont venus en aide aux ingénieurs dans les travaux de cette nature. Le grand honneur de Gayant est d'avoir lutté victorieusement contre des obstacles sans cesse renaissants et d'avoir en six ans, de 1804 à 1810, mené à bonne fin, et dans des conditions économiques, l’exécution du grand souterrain du canal. 
Antoine-Nicolas Gayant a fait aussi construire à Saint-Quentin le bassin qui forme le port et auquel on a donné son nom, et il a fait entreprendre la grande rigole de Noirieu qui assure l’alimentation du canal.